# 水間政憲
水間 政憲（みずま まさのり、1950年（昭和25年） - ）は、ジャーナリスト。北海道小樽市出身、慶應義塾大学法学部中退。

## 略歴
以下はアマゾンドットコムの水間の紹介に基づく。
- 1975年（昭和50年） - アーティスト・ユニオン創立に参加。
- 1977年（昭和52年） - 東京展に招待される。
- 1970年代 - 「不忍画廊」「ルナミ画廊」などで個展を開催。
- 1983年（昭和58年） - 多目的ホールを兼ねた「ART・Q・BIC」を札幌にて発表する。
- 1984年（昭和59年） - 札幌雪まつりにおいて、雪像に虹の照明を投射。

ジャーナリズムの世界に入る切っ掛けは、1970年代の終わり頃、南京問題の研究家であり松井石根大将の秘書だった田中正明の著書を読み、その著書の中に書いてあった電話番号に直接電話をしてみたところ、「近所だからいらっしゃい」と言われ、毎週のようにお邪魔したことだったと語っている。

## 活動
主に近現代史を対象に、新聞やテレビ報道の反証を一次資料に基づき調査研究をしている。また、国会において複数の国会議員と連携し、中国や外務省などの矛盾点を追及している。
出版・調査活動
『ゼンボウ』平成8年11月号「『筑紫哲也 ニュース23』反日放送の一部始終」にて放送法3条の条文を取り上げ、放送法を根拠に日本のテレビ局を批判した。
漫画家の小林よしのりに南京大虐殺と従軍慰安婦関連の一次資料を提供し、出版が間近だった戦争論パート1に追加させたとしている。
2004年11月10日号と2008年8月6日号の『SAPIO』誌に中国と台湾国防院が発行した「尖閣」と示されているとする地図を掲載。
『正論』(2005年9月号)に「あの周恩来が靖国を拝観していた頃の神田と中国共産党の関係」を掲載。周恩来が1918年に靖国神社を拝観し感激した旨を日記に記載されていた、と主張している。また、月刊誌『開放』の2007年11月号では、中国は日本の公人に対して靖国神社参拝批判を行えなくなった、との主張を展開している。
また『正論』に「スクープ“遺棄化学兵器"は中国に引き渡されていた」(第1弾)」～「スクープ第10弾」までを寄稿、その中では、戸井田徹衆議院議員(当時)と松原仁衆議院議員が連携し、国会において中国や外務省の矛盾点を明らかにして、中国が要求していた最大60兆円を阻止したとしている。
『SAPIO』誌に連載した『朝日新聞〈朝鮮版〉の研究』は『朝日新聞が報道した「日韓併合」の真実 韓国が主張する「七奪」は日本の「七恩」だった』(徳間書店)として出版。
資料に基づいた歴史検証によって、日本が朝鮮を併合していた時代の歴史を当時の資料によって証明した。
さらに、絶版となっていた『パール判事の日本無罪論』(田中正明著)『「南京事件」の総括』(同)、『「南京事件」日本人48人の証言』(阿羅健一著)の復刻を企画出版。
編著に『南京の実相 国際連盟は「南京2万人虐殺」すら認めなかった』(自民党歴史議連監修)がある。
『南京の実相』(日新報道)は、2007年6月19日、「日本の前途と歴史教育を考える議員の会」が、憲政記念館に於いて、ロイターやAP通信社、朝日新聞など国内外の記者に発表した「南京問題の総括」をまとめ、同会が監修して2008年11月1日に発行した書籍である。
『ひと目でわかるシリーズ』は、『第10弾『ひと目でわかる「戦前の昭和天皇」の真実』で最終巻となる。同書に掲載されている天皇家の家系図から、皇太子より天皇の血が濃い男系男子の従兄弟が3名いる、と述べた。この主張は2019年3月20日財政金融委員会において、国民民主党の大塚耕平代表代理が取り上げ、皇位の安定継承について宮内庁委員に質疑した。

### 共著
- 黄文雄 共著『有名女子中学「入試問題の大嘘」！証明写真で暴いてます これは「自虐史観の大安売り」です！』ヒカルランド〈Knock-the-knowing 005〉、2014年2月。ISBN 978-4-86471-181-4。

### 企画
- 田中正明『パール判事の日本無罪論』小学館〈小学館文庫〉、2001年10月。ISBN 978-4-094-02506-4。
- 阿羅健一『「南京事件」日本人48人の証言』小学館〈小学館文庫〉、2001年12月。ISBN 4-09-402546-4。
- 櫻井よしこ『「眞相箱」の呪縛を解く』小学館〈小学館文庫〉、2002年7月。ISBN 4-09-402886-2。
- 田中正明『「南京事件」の総括』小学館〈小学館文庫〉、2007年7月。ISBN 978-4-094-06002-7。